# Futunski jezici
Futunski jezici, skupina od devet polinezijskih jezika koji se govore na otocima Vanuatua, Solomonskih otoka, Wallisa i Futune i Nove Kaledonije. Njima govori oko 22.750 ljudi.
Jezici koji joj pripada su su: na Solomonskim otocima: anuta [aud] (270; 1999 SIL).); rennell-bellona [mnv] (4.390; 1999 SIL); tikopia [tkp] (3.320; 1999 SIL); vaeakau-taumako [piv] (1.660; 1999 SIL); Na Vanuatuu: Emae [mmw] (400; Lynch and Crowley 2001); futuna-aniwa [fut] (1.500; Lynch and Crowley 2001); mele-fila [mxe] (3.500; Lynch and Crowley 2001); na Novoj Kaledoniji: zapadnouvejski [uve] (1.110; 1996 census); i na Wallis i Futuna istočnofutunski [fud] (6.600),

## Vanjske poveznice
- Ethnologue (14th)
- Ethnologue (15th)